# Elecciones presidenciales de Islandia de 2020
Las elecciones presidenciales se celebraron en Islandia del 25 de mayo al 27 de junio de 2020. El presidente en ejercicio Guðni Thorlacius Jóhannesson fue reelegido con el 92.18% de los votos.

## Antecedentes
El actual presidente de Islandia, Guðni Th. Jóhannesson, anunció en su discurso de año nuevo el 1 de enero de 2020 que buscaría la reelección.
Guðmundur Franklín Jónsson, un empresario y activista islandés, anunció que se postularía para el cargo de presidente en un video en vivo de Facebook el 22 de abril.
Varias otras personas anunciaron su interés en postularse para el cargo, incluido Axel Pétur Axelsson, un ingeniero social autodenominado y destacado teórico de la conspiración, quien fue citado diciendo que su primer asunto como presidente sería despedir a todos los miembros del gobierno islandés. Solo el actual presidente Guðni Th. Jóhannesson y el retador Guðmundur Franklín Jónsson reunieron el número requerido de firmas para ingresar al proceso.

## Sistema electoral
El presidente de Islandia es elegido por escrutinio mayoritario uninominal, y solo una mayoría simple es necesaria para ganar.

## Resultados
El presidente Guðni Th. Jóhannesson obtuvo la reelección por mayoría absoluta.
| Candidato                                                    | Candidato                          | Partido                            | Votos   | %     |
| ------------------------------------------------------------ | ---------------------------------- | ---------------------------------- | ------- | ----- |
|                                                              | Guðni Th. Jóhannesson              | Independiente                      | 150,913 | 92.18 |
|                                                              | Guðmundur Franklín Jónsson         | Independiente                      | 12,797  | 7.82  |
| Votos nulos/en blanco                                        | Votos nulos/en blanco              | Votos nulos/en blanco              | 5,111   | -     |
| Total                                                        | Total                              | Total                              | 168,839 | 100   |
| Votantes registrados/participación                           | Votantes registrados/participación | Votantes registrados/participación |         | 66.9  |
| Fuente: Archivado el 23 de junio de 2020 en Wayback Machine. |                                    |                                    |         |       |